# Dekglas

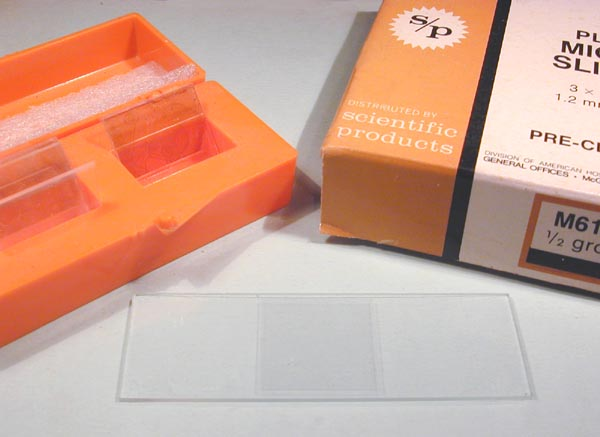
Dekglas op een voorwerpglaasje

Een dekglas wordt bij de microscopie gebruikt om een preparaat af te dekken. Het preparaat bevindt zich op een objectglaasje. Het dekglas is ongeveer 0,1 mm tot 0,7 mm dik en vierkant of rechthoekig, met zijden van 1 à 4 cm, of rond, met een diameter van 12 tot 25 mm. Het dekglas wordt doorgaans gefixeerd op het objectglas met een speciaal hiervoor bedoeld insluitmiddel (vroeger Canadabalsem). Het doel van het dekglas is om het preparaat te beschermen en de beeldkwaliteit te verhogen. Het aanbrengen van het dekglas vraagt enige handigheid. Bij verkeerd gebruik kunnen er luchtbellen tussen het dekglas en het preparaat komen die beoordeling van het preparaat bemoeilijken.